# Mouvement de 1968 au Pakistan
Vous lisez un « bon article » labellisé en 2021.
Le mouvement de 1968 au Pakistan est un mouvement de protestations mené par des organisations syndicales paysannes, étudiantes et ouvrières dans tout le pays, demandant la chute du régime militaire de Muhammad Ayub Khan, l'instauration d'une démocratie parlementaire avec suffrage universel direct ainsi qu'une meilleure répartition des richesses, dans un contexte de crise sociale. Il est rejoint par le Parti du peuple pakistanais de Zulfikar Ali Bhutto au Pakistan occidental et par la Ligue Awami de Sheikh Mujibur Rahman au Pakistan oriental. Dans ce dernier, le mouvement mené par les Bengalis est plus fort et se double de revendications autonomistes.
Le mouvement débute en 1967 par des grèves et manifestations et s'amplifie nettement en octobre 1968, quand le président Ayub Khan fête ses dix années au pouvoir. Il connait son apogée au début de l'année 1969 et continue jusqu'à ce que le président soit poussé à la démission par la hiérarchie militaire le 25 mars 1969. Alors que la répression tue au moins 239 personnes, surtout au Pakistan oriental, le mouvement conduit à l’émergence de plusieurs organisations syndicales et partis politiques orientés à gauche.
Le général Yahya Khan concède ensuite les premières élections libres en décembre 1970, qui vont conduire à la victoire des soutiens de la protestation. Malgré sa majorité absolue, la Ligue Awami se voit refuser le transfert du pouvoir et proclame l'indépendance du Pakistan oriental en mars 1971, devenant le Bangladesh. La situation dégénère en guerre tandis que les militaires commettent des massacres de masse envers les Bengalis, jusqu'à l'intervention indienne en décembre 1971. Subissant une défaite, les militaires cèdent le pouvoir à Ali Bhutto, qui rétablit un régime civil.

## Causes

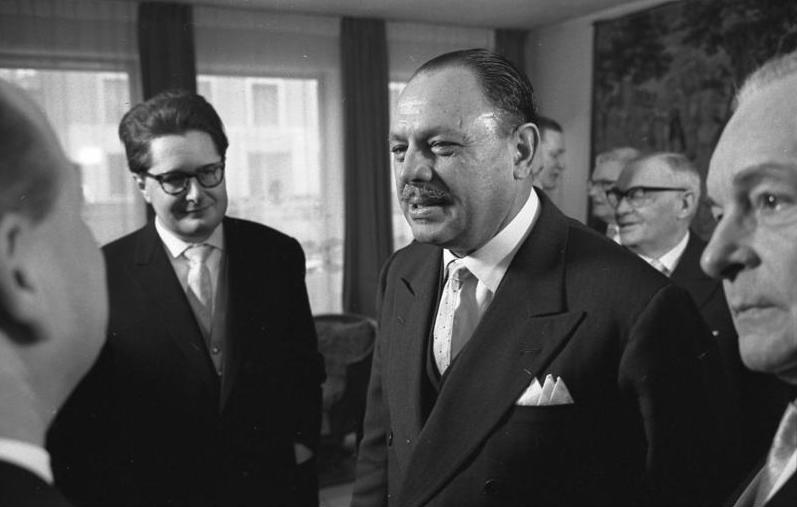
Muhammad Ayub Khan en 1961.

Moins de trois ans après l'adoption de la Constitution du 23 mars 1956, la première du pays votée après presque dix ans de débats à l'Assemblée constituante, le chef de l'armée Muhammad Ayub Khan mène un coup d'État en octobre 1958. Autoritaire, il impose au pays son premier régime militaire, dissout les partis politiques et censure la presse. Le général profite dans un premier temps d'une bonne popularité, alors que le début des années 1960 est marqué par un fort développement économique avec une croissance annuelle moyenne de la production industrielle supérieure à 11 %, ce qui permet l'émergence d'une classe ouvrière,. L'élection présidentielle de janvier 1965, au scrutin indirect, permet une première mobilisation de l'opposition autour de Fatima Jinnah qui dénonce la « dictature » et réalise de bons scores dans les grandes villes.
La défaite de septembre 1965 lors de la deuxième guerre indo-pakistanaise marque un tournant pour le régime. Le pays connait alors un ralentissement économique qui va déboucher sur une crise sociale. De plus, la mécanisation agricole a appauvri de nombreux ouvriers agricoles qui se massent dans les villes à la recherche d'un travail. Les investissements chutent et les dépenses publiques sont réorientées vers l'armée, ce qui entraine une hausse considérable de la pauvreté et accroit de plus la disparité entre le Pakistan occidental, centre du pouvoir militaire, et le Pakistan oriental délaissé. En effet, ce dernier a connu une croissance économique deux fois plus faible durant les années 1960 et les services publics y sont moins développés pour une population plus nombreuse.

## Déroulement

### 1967, prémices du mouvement

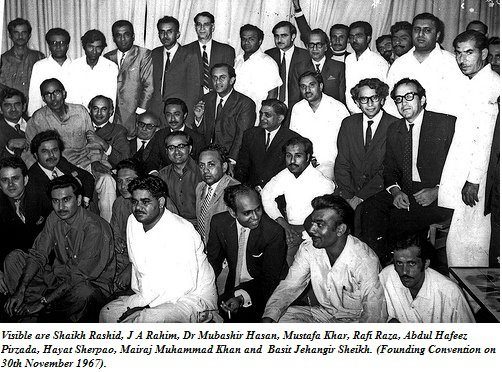
Convention de fondation du Parti du peuple pakistanais le 30 novembre 1967.

L'année 1967 marque l'émergence de nombreux mouvements sociaux et un isolement accru du pouvoir militaire. Le 1er février, les cheminots lancent un mouvement de grève qui va durer deux semaines. La mobilisation va être principalement poursuivie par les étudiants, qui mènent des actions et manifestations sporadiques. Le National Students Federation, d'orientation marxiste, figure parmi les meneurs de la contestation qui s'appuie d'abord sur des enjeux locaux. Par exemple, le 4 mars, des étudiants d'Hyderabad se mobilisent pour soutenir un de leurs professeurs intimidé par les militaires sur fond de revendications pour la reconnaissance du sindhi. La répression conduit à l'arrestation de 200 militants.
L'année marque aussi l'arrivée des partis politiques dans le mouvement. Zulfikar Ali Bhutto, ancien ministre des Affaires étrangères du pouvoir, fonde le Parti du peuple pakistanais le 30 novembre 1967 à Lahore en s'alliant avec des figures comme le philosophe marxiste Jalaludin Abdur Rahim et l'intellectuel Hanif Ramay. Il oriente son discours vers les masses laborieuses en s'appuyant sur le concept de « socialisme islamique » et séduit notamment les paysans sur la promesse d'une redistribution des terres. Le parti prend la tête de l'opposition au Pakistan occidental en demandant une démocratie parlementaire et dénonce le « capitalisme de connivence » du régime. Le parti ne convainc toutefois pas à l'est, où la ligue Awami et son président Sheikh Mujibur Rahman ont fédéré les mécontentements dès 1966 avec le mouvement en six points en demandant une forte autonomie pour la province. À la fin de l'année 1967, le Parti Awami national, qui était présent dans les deux parties du pays, se divise. Le maoïste Maulana Bhashani prend la tête de la faction orientale avec de larges appuis de la paysannerie bengalie tandis que la faction occidentale est davantage alignée sur Moscou.

### 1968, émergence de la contestation
En octobre 1968, le pouvoir tente de rebondir avec les célébrations de la « décennie de développement » pour fêter les dix ans du régime dans un stade de Lahore, mais le mouvement de protestation en profite pour reprendre vigueur. Des étudiants forcés d'assister à la cérémonie chantent alors des slogans hostiles, dénonçant une « décennie de malheurs ». Le 7 novembre, des étudiants du Gordon College de Rawalpindi se mettent en grève et rejoignent un rassemblement mené par Zulfikar Ali Bhutto. L'intervention de la police cause le premier mort du mouvement. Trois jours plus tard, un étudiant tente de tuer le président lors d'un discours à Peshawar. Le 13, Khan Abdul Wali Khan et Ali Bhutto sont arrêtés par la police et deux jours plus tard, des avocats rejoignent le mouvement et manifestent à Karachi et Lahore. Le 28 novembre, les partis des deux leaders organisent des marches conjointes en protestation.
Le 7 décembre 1968, Dacca entame une grève générale et le lendemain, deux étudiants sont tués par la police lors d'un déplacement d'Ayub Khan dans la ville. En réaction, le Parti Awami national appelle à étendre le mouvement à tout le Pakistan oriental. Le 10 décembre, les journalistes rejoignent la grève pour protester contre un durcissement de la censure. Plusieurs sont emprisonnés alors que le régime exerce une pression économique sur les journaux réfractaires. À partir du 13 décembre, une grève générale de deux jours est très suivie dans tout le Pakistan oriental à l'appel de Bhashani. Le pouvoir interdit notamment les rassemblements à Dacca et Narayanganj, ce qui n'empêche pas des manifestations de s'y dérouler après la prière du midi. 

### Janvier-mars 1969, apogée du mouvement

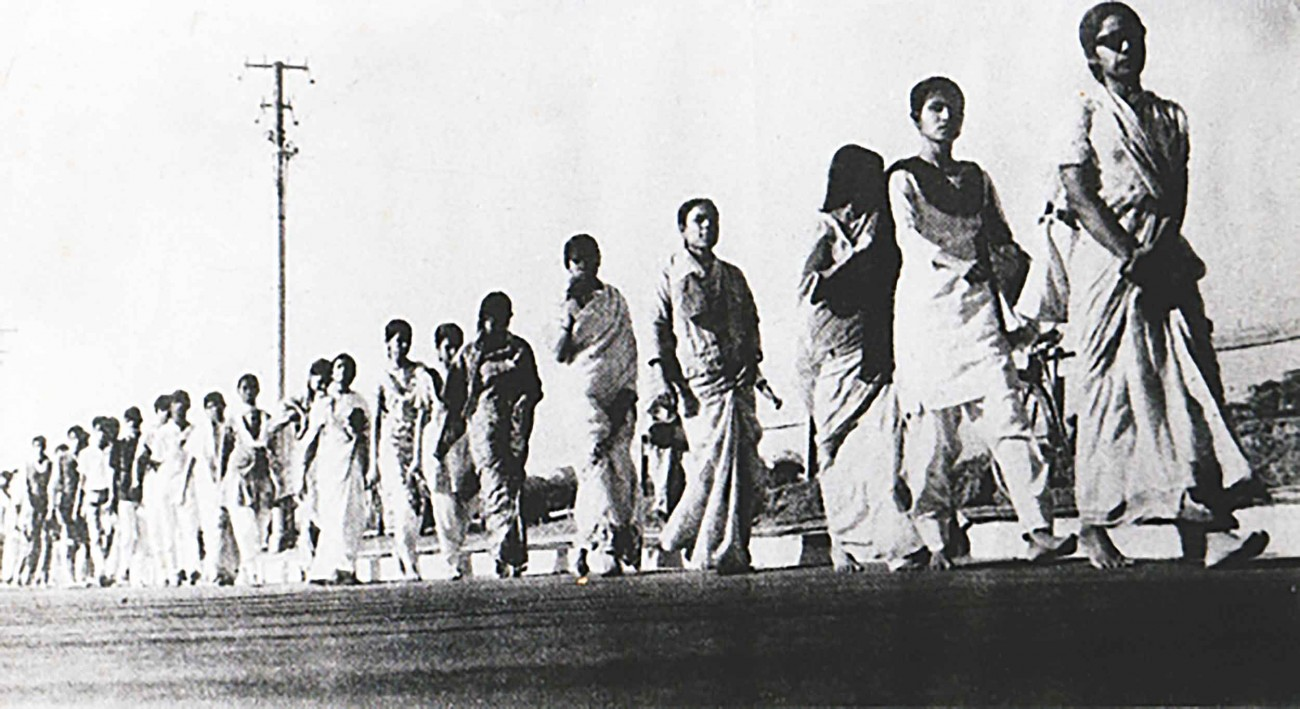
Manifestation étudiante à Dacca le 25 janvier 1969 en réaction à la mort d'Asaduzzaman.

En janvier 1969, les tensions s’accumulent autour de l'université de Dacca. Le 5 janvier, plusieurs associations étudiantes se fédèrent et établissent un programme en onze revendications pour le Bengale oriental, une prolongation du mouvement en six points demandant l'autonomie pour la province, ainsi qu'une démocratie représentative et la fin du régime militaire. Le 20 janvier, les étudiants appellent à la fermeture de toutes les écoles de la province et le pouvoir interdit les rassemblements de plus de quatre personnes. Lors d'une manifestation étudiante rassemblant près de 10 000 personnes à Dacca, le syndicaliste étudiant Amanullah Asaduzzaman est abattu par la police. Alors qu'il est érigé en martyr, sa mort renforce le mouvement. Le 24 janvier, décrété « journée d’insurrection », de larges manifestations et grèves touchent les deux parties du pays. Des médecins se mettent en grève et les autorités instaurent des couvre-feux à Dacca, Lahore et Karachi notamment. Plusieurs personnes sont tuées lors d'une manifestation réunissant près de 100 000 personnes à Dacca. 
Le 14 février, les fonctionnaires des chemins de fer, de la compagnie nationale des eaux ainsi que des chauffeurs rickshaws manifestent ensemble à Lahore et trois jours plus tard des ouvriers se mettent en grève à Multan. Le 15 février, un des accusés de la conspiration d'Agartala, Zahurul Haq, est tué en prison. Lors d'une action menée en réaction à sa mort, un professeur de l'université de Rajshahi est tué par la police et il est à son tour érigé en héros par les protestataires. Le lendemain, une trentaine de syndicats appellent à la grève et avant la fin du mois de février, des fonctionnaires de l’État, enseignants et membres du personnel soignant entrent dans le mouvement. 
Face à une mobilisation toujours plus forte, le président Muhammad Ayub Khan finit par lâcher du lest. Il est de plus en plus isolé face à des militaires qui refusent parfois de poursuivre la répression. Le 10 février, Zulfikar Ali Bhutto est libéré, puis le 22 c'est au tour de Sheikh Mujibur Rahman et des négociations s'engagent le 26 février. Le 4 mars, les postiers se mettent en grève puis le lendemain, c'est au tour des employés du port de Karachi. Après une table ronde organisée avec l'opposition du 10 au 13 mars, le président accepte la mise en place d'un système parlementaire et le suffrage universel direct. Le 17 mars, il décrète pourtant la loi martiale. Dès le lendemain, 2,5 millions d'ouvriers se mettent en grève et les 22 et 23 mars, près de 500 000 paysans se réunissent à Toba Tek Singh pour demander le partage des terres. Au total, la répression aurait causé 239 morts, dont 196 au Pakistan oriental.

### 1969-1970, d'Ayub Khan à Yahya Khan

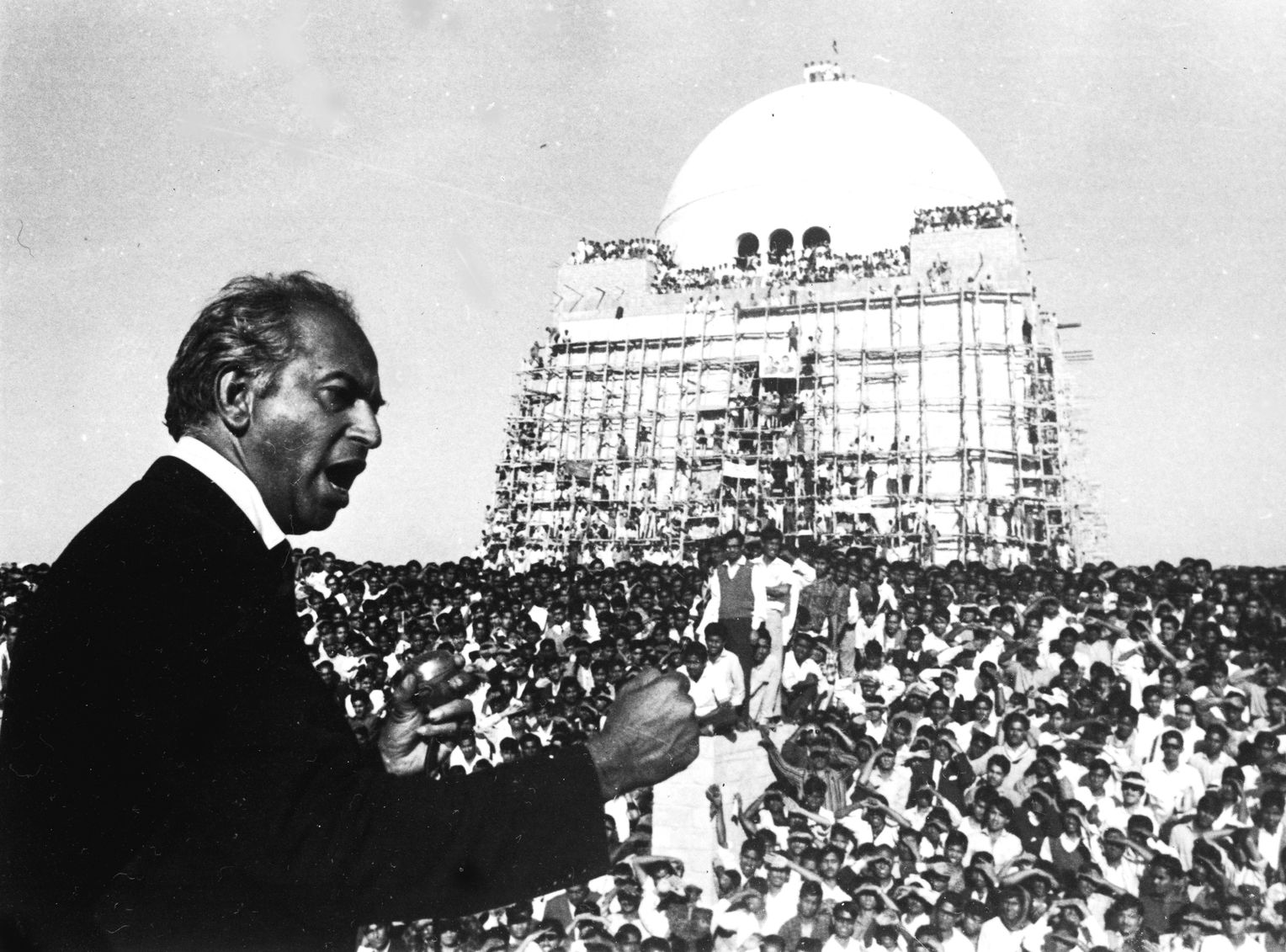
Zulfikar Ali Bhutto menant un rassemblement au Mazar-e-Quaid de Karachi, en 1969.

À la fin du mois de mars 1969, le pays est largement devenu ingouvernable, particulièrement le Pakistan oriental qui se trouve au bord de l’insurrection. Une partie de la hiérarchie militaire demande au président d'abandonner le pouvoir. Muhammad Ayub Khan démissionne le 25 mars 1969 lors d'un discours diffusé à la radio dans lequel il dénonce un coup de force, déclarant notamment que « ceux qui étaient venus au-devant du peuple pour le servir sont victimes d'intimidation et forcés de suivre ces foules »,,. 
Malgré sa démission, le pouvoir reste toutefois pleinement entre les mains des militaires. Le président cède en effet son poste au chef de l'armée Muhammad Yahya Khan, au détriment du président de l'Assemblée nationale censé assurer l'intérim selon la Constitution. Cette dernière est rapidement abrogée par Yahya Khan, qui intensifie par ailleurs la répression. Les assemblées sont dissoutes et les activités politiques interdites. Des dizaines de milliers de grévistes sont licenciés par le pouvoir et des campagnes d'assassinats ciblent les meneurs de la contestation, notamment parmi le mouvement paysan. La pression s'accroit aussi sur la presse, les locaux du Daily Ittefaq sont incendiés par l'armée le 25 mars 1970. 
Maniant la carotte et le bâton, le pouvoir accorde dans le même temps diverses concessions au mouvement de contestations. De nombreux prisonniers politiques sont libérés et les grèves sont légalisées le 4 novembre 1969,. Dès sa prise de fonction, Yahya Khan promet des élections libres et multipartites pour 1970 et un ordre constitutionnel provisoire est établi le 30 mars 1970. Celui-ci abroge la province du Pakistan occidental, une revendication du Parti Awami national qui permet aux minorités ethniques de l'ouest du pays de retrouver leur province fédérée. De plus, le Pakistan oriental se voit attribuer 162 députés sur 300, conformément à son poids démographique, alors que la Constitution de 1962 lui attribuait la moitié des sièges. Enfin, la future assemblée se voit dotée du pouvoir de rédiger la future constitution, une revendication de la Ligue Awami qui entend ainsi établir l'autonomie de sa province,.

## Conséquences

### Élections et blocage politique

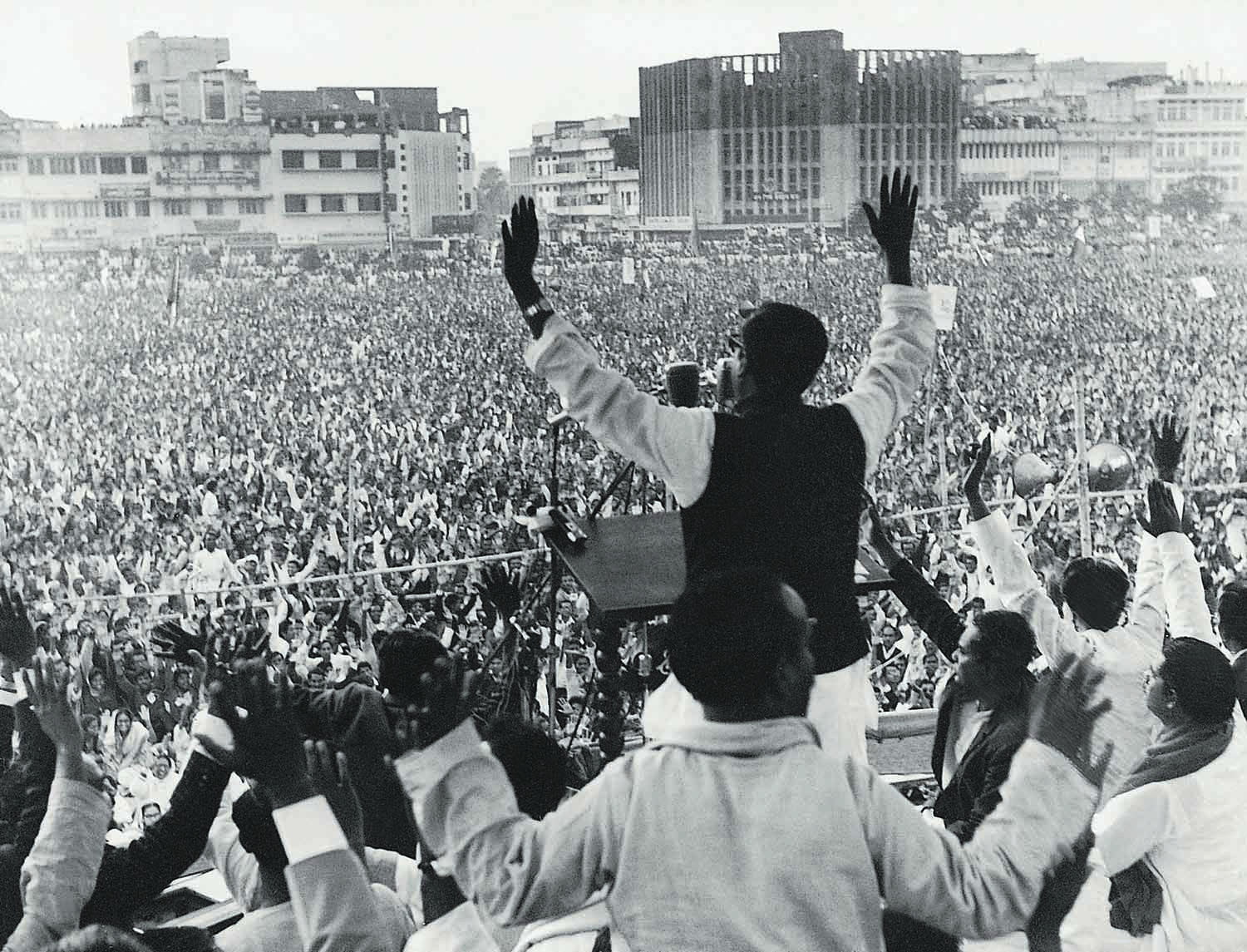
Sheikh Mujibur Rahman menant campagne pour la Ligue Awami à Dacca.

Le 7 décembre 1970, les militaires organisent le premier scrutin ouvert de l'histoire du pays, dans l'espoir que ses alliés conservateurs et religieux puissent former un gouvernement aligné sur l'establishment. Cependant, les élections marquent la victoire écrasante des partis ayant soutenu le mouvement de contestations, qui rassemblent 60 % des suffrages et 82 % des sièges. Forte de près de 39 % des voix, la Ligue Awami obtient une majorité absolue à l'Assemblée nationale avec 160 députés sur 300, grâce à une performance exceptionnelle au Pakistan oriental (160 sur 162), alors que la faction bengalie du Parti Awami national boycotte le scrutin. Le Parti du peuple pakistanais domine le reste de la chambre avec 81 sièges et près de 18 % des voix. Les conservateurs du Conseil et de la Convention de la Ligue musulmane ainsi que les islamistes de la Jamaat-e-Islami, Jamiat Ulema-e-Islam et Jamiat Ulema-e-Pakistan obtiennent ensemble 28 % des voix et 12 % des sièges. 
Sheikh Mujibur Rahman proclame sa victoire et demande le transfert du pouvoir des militaires vers l'Assemblée nationale où il dispose d'une majorité absolue et souhaite mettre en application son projet de confédération. Zulfikar Ali Bhutto réclame cependant de participer au pouvoir au nom de sa contribution au mouvement de 1968, et menace de boycotter l'assemblée. Des négociations s’engagent entre les deux hommes et Yahya Khan mais celles-ci n'aboutissent pas. Les militaires décident alors de repousser la convocation de l'Assemblée prévue pour le 3 mars 1971 et en réaction, la Ligue Awami relance la protestation au Bengale oriental. Un dernier dialogue est tenté le 23 mars, mais les militaires refusent de céder immédiatement leur pouvoir à l'assemblée tandis que Rahman exclut de revenir sur son programme d'autonomie du Bengale,.

### Sécession du Bangladesh et transition démocratique

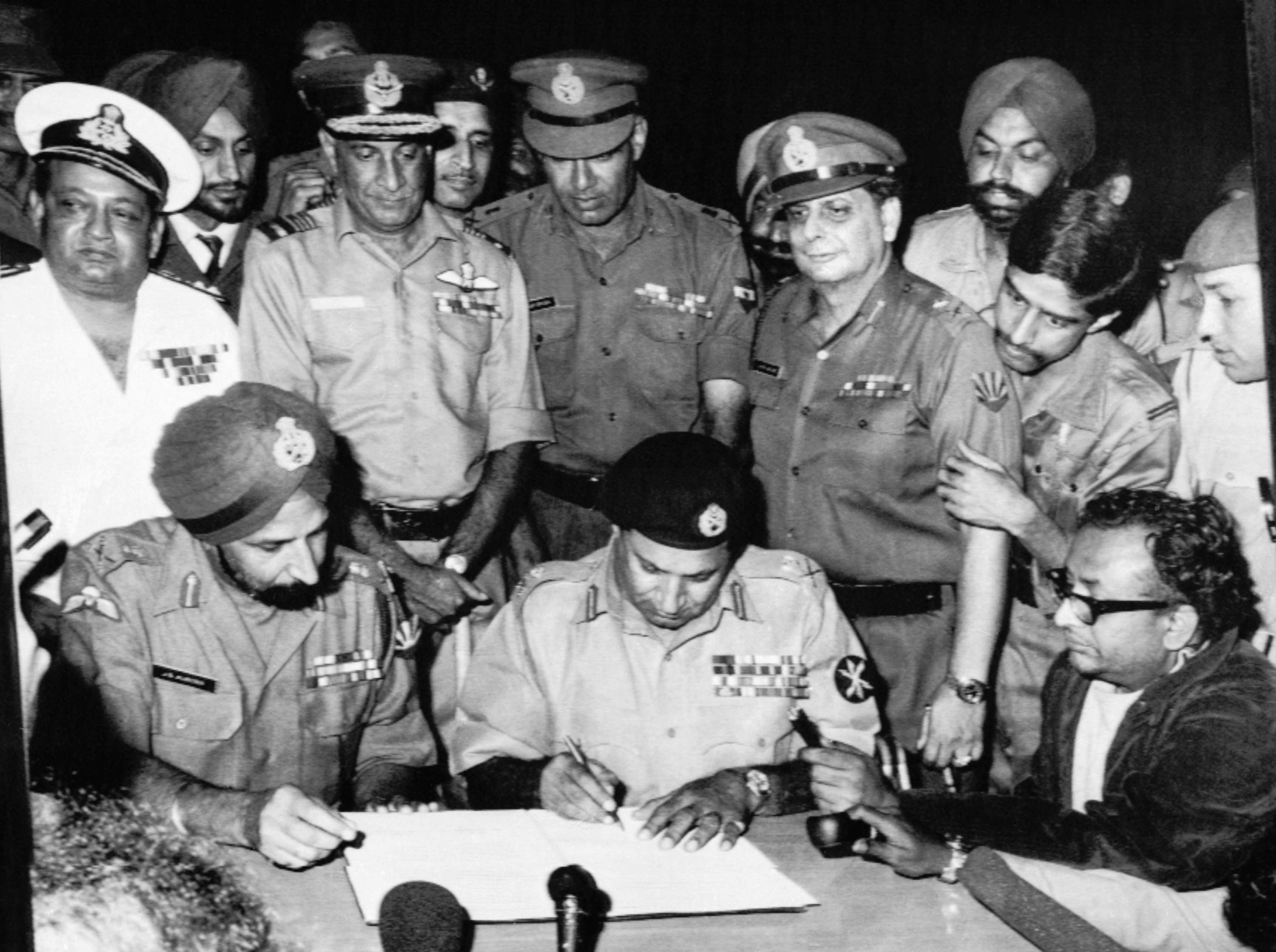
Le général pakistanais A. A. K. Niazi signe la reddition.

Face au mouvement de protestations qui se relance dans le Bengale oriental, l'armée a de nouveau recours à la répression. Alors que Sheikh Mujibur Rahman proclame l'indépendance du Bangladesh et créé un mouvement armé le 26 mars, l'armée pakistanaise lance une opération militaire, dans le but affiché de mettre fin aux violences touchant les Biharis, réputés fidèles au pouvoir central. Les militaires pakistanais répondent à l'insurrection indépendantiste par des massacres de masse qui tuent 300 000 à trois millions de personnes selon les sources et obligent au moins dix millions à quitter le pays. Plus d'un millier d'intellectuels bengalis sont exécutés, principalement des universitaires ayant pris part au mouvement de 1968. L'intervention indienne le 3 décembre 1971 conduit à la défaite du Pakistan en deux semaines,. 
Après sa défaite face à l'Inde, l'armée pakistanaise perd une grande partie de sa puissance, notamment un tiers de ses forces terrestres. Discrédité, Yahya Khan consent finalement à céder le pouvoir à Zulfikar Ali Bhutto le 20 décembre, notamment sous la pression d'officiers supérieurs,. L'ancien meneur de la contestation libère Mujibur Rahman et négocie la paix avec l'Inde en janvier 1972 puis il convoque l'Assemblée nationale issue des élections de 1970. Sans les élus bengalis, il y dispose d'une majorité confortable et fait adopter une nouvelle Constitution en 1973. La transition démocratique va aboutir à un affaiblissement du pouvoir militaire sans précédent dans l'histoire du pays, jusqu'en 1977 quand l'armée reprend les rênes du pays avec le coup d’État de Zia-ul-Haq.

## Analyse
Le mouvement de 1968 est une contestation protéiforme, inédite dans l'histoire du Pakistan, qui a mobilisé des milieux sociaux très différents : paysans, ouvriers, intellectuels, minorités ethniques et fonctionnaires notamment. Si ses causes sont essentiellement nationales, il s'inscrit dans le cadre de mouvements sociaux mondiaux avec une forte prédominance de la gauche et subit les affrontements géopolitiques du moment, notamment avec les divisions du National Students Federation et du Parti Awami national entre pro-chinois et pro-soviétiques. La violente répression n'a pas raison du mouvement, ce qui oblige les militaires à changer de stratégie en organisant des élections libres. Le mouvement de 1968 mène à l'indépendance du Bangladesh et c'est finalement l'intervention militaire de l'Inde qui pousse les militaires à abandonner le pouvoir et à laisser un gouvernement élu diriger le pays pour la première fois. 
Au Pakistan oriental, futur Bangladesh, la contestation s'appuie surtout sur les ressentiments de la majorité bengalie envers le pouvoir militaire dominé par les Pendjabis. La négligence de la province par les autorités et son éloignement du pouvoir central renforcent les sentiments identitaires bengalis qui vont mener à l'indépendance, accentués par le racisme de certains officiers supérieurs envers les Bengalis, Siddique Salik écrivant notamment « nous ne nous laisserons jamais diriger par ces bâtards noirs ». Les élections de 1970 ont convaincu les militaires que le jeu démocratique donnait automatiquement le pouvoir aux Bengalis, majoritaires dans le pays,.
Le mouvement touche aussi cependant tout le Pakistan occidental, où les minorités ethniques Sindis, Pachtounes et Baloutches sont soudées contre le One Unit Scheme qui fusionne toutes les provinces occidentales et les prive de leur gouvernement local en donnant l'ascendant aux Pendjabis, majoritaires à l'ouest. De nombreux Pendjabis ont néanmoins soutenu le mouvement, ce dernier ayant uni des catégories sociales en dehors des clivages ethniques, notamment les paysans et ouvriers qui demandent des réformes sociales. De plus, de nombreux militaires ont également soutenu les figures de la contestation lors du scrutin de 1970. Dans dix garnisons du Pendjab, les soldats ont largement voté en faveur du Parti du peuple pakistanais, qui y a réuni entre 56 et 72 % des voix.